# باغ‌وحش (فیلم ۱۹۶۷)
باغ‌وحش (به بنگالی: Chiriyakhana) فیلمی محصول سال ۱۹۶۷ و به کارگردانی ساتیاجیت رای است. در این فیلم بازیگرانی همچون اوتام کومار، شایلین موکرجی، کالیپادا چاکربورتی، سوبندو چاترجی ایفای نقش کرده‌اند.